# Gare de Yodoyabashi
La gare de Yodoyabashi (淀屋橋駅, Yodoyabashi-eki) est une gare ferroviaire de la ville d'Osaka au Japon. Elle est située dans l'arrondissement de Chūō. La gare est gérée par la compagnie Keihan et le métro d'Osaka.

## Situation ferroviaire
La gare de Yodoyabashi est située au PK 7,7 de la ligne de métro Midōsuji. Elle marque le début de la ligne principale Keihan.

## Histoire
La gare est inaugurée le 20 mai 1933 sur la ligne Midōsuji. La partie Keihan ouvre le 16 avril 1963.

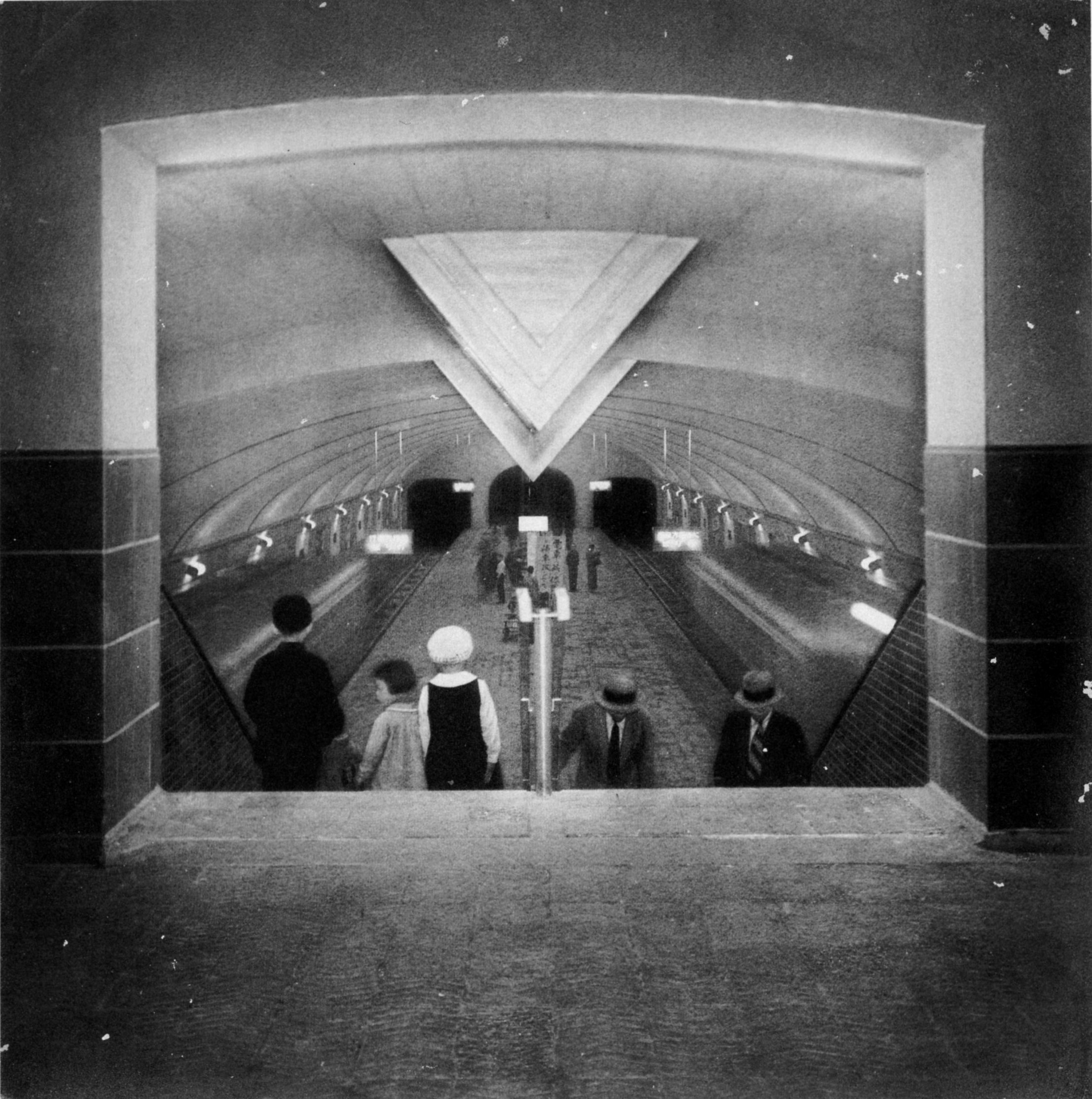
Quais de la gare de Yodobayashi (Ligne Midōsuji), vers 1933

## Services aux voyageurs

### Accès et accueil
Gare souterraine, elle dispose d'une salle d'échange avec guichet.

### Desserte

#### Keihan
- Ligne principale Keihan :
  - voies 1 à 4 : direction Hirakatashi et Sanjō (interconnexion avec la ligne Keihan Ōtō pour Demachiyanagi)

#### Métro d'Osaka
- Ligne Midōsuji :
  - voie 1 : direction Nakamozu

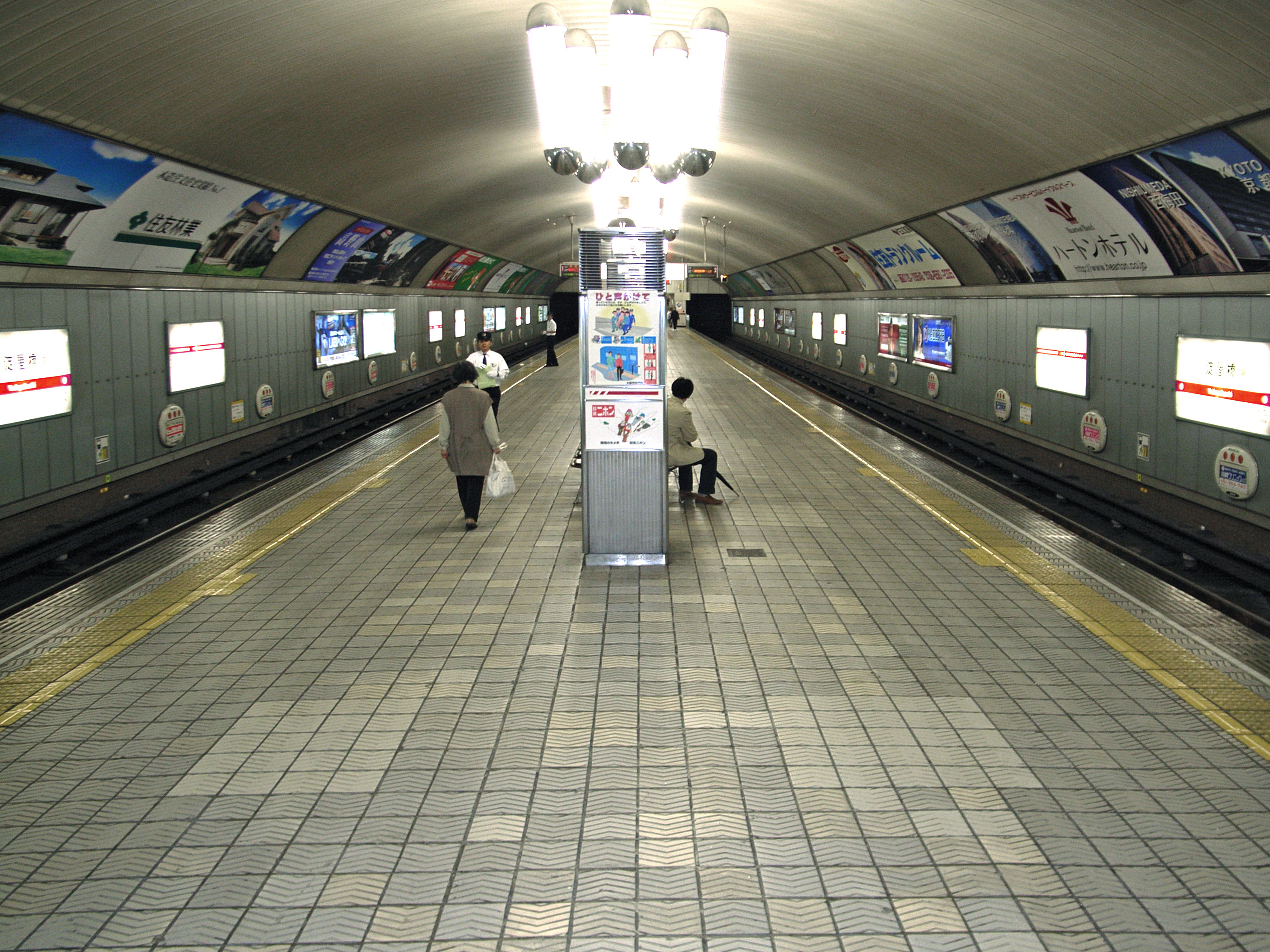
Quai de la ligne Midōsuji

  - voie 2 : direction Esaka (interconnexion avec la ligne Kitakyu Namboku pour Minoh-kayano)

## Dans les environs
- Mairie d'Osaka
- Nakanoshima
- Musée de la céramique orientale
- Tekijuku
- Musée Yuki
- Bibliothèque préfectorale de Nakanoshima